# Jujutsu
Jujutsu, de asemenea jujitsu, jiu-jitsu sau jiu jitsu (柔術 jūjutsu?, arta supleței) este o artă marțială japoneză. Tehnicile utilizate in Jujutsu conțin în principal proiectări ale adversarului la podea, imobilizări, strangulări, și, un mare număr de tehnici articulare. Varietatea mare de tehnici și folosirea eficientă a biomecanicii corpului în acestea, fac din Jujutsu o metodă de autoapărare foarte eficientă.

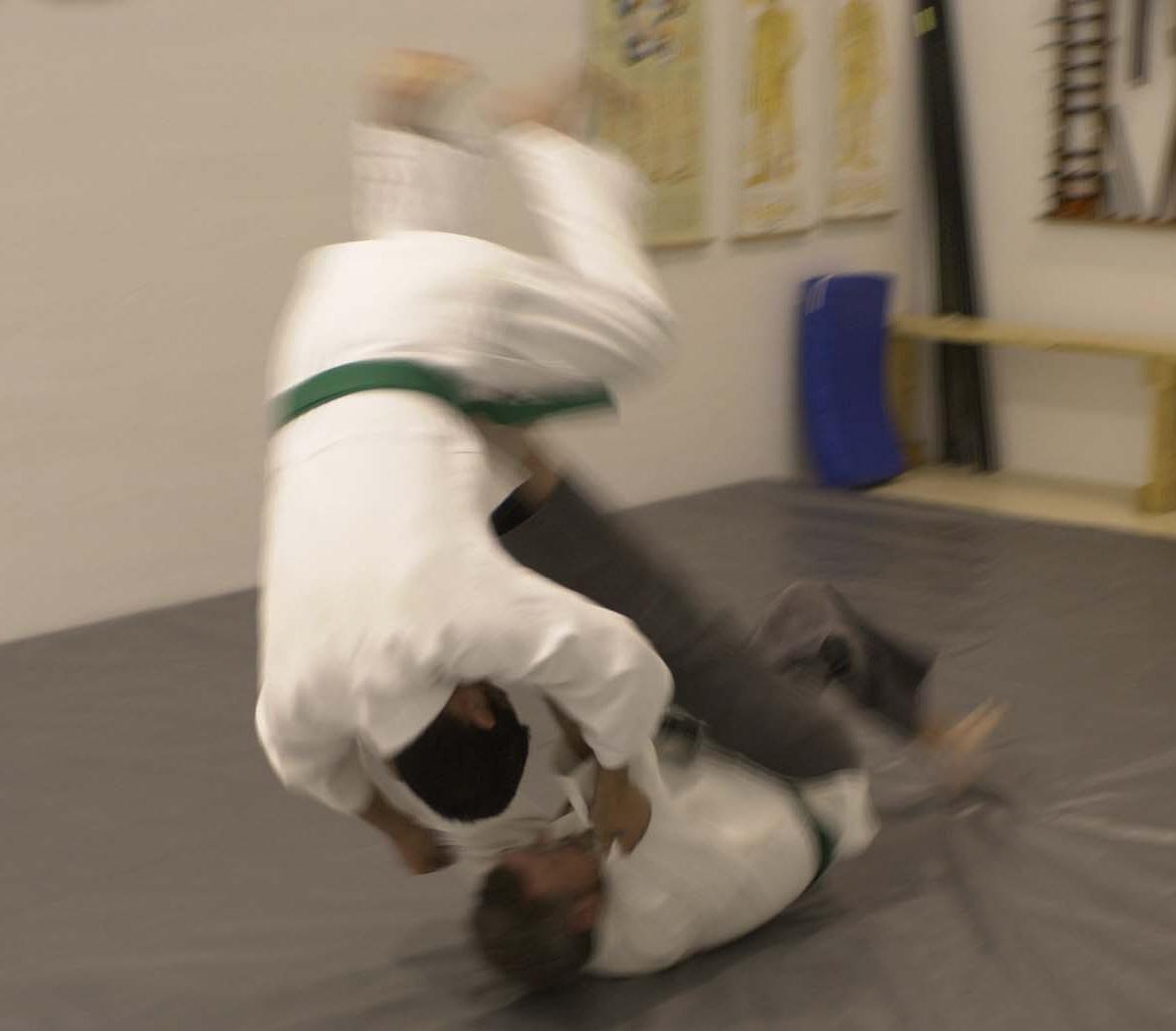

Creat în Japonia, jiu-jitsu este un sistem de luptă de apărare fără a folosi arme sau vreun alt obiect, ci numai mijloace corporale, care are ca scop trântirea adversarului la pământ și imobilizarea lui. Pentru aceasta unul din luptători folosește împotriva celuilalt apucări, lovituri, torsionări și întinderi ale ligamentelor, care îi provoacă dureri de o intensitate excesivă și insuportabilă. În traducere directă din limba japoneză, jiu-jitsu înseamnă „arta supleței”. Originea acestei „arte“ se pierde în negura vremurilor și este legată de o legendă. Se spune că un medic a constatat că în timpul unei furtuni, crengile groase ale copacilor se rupeau din cauza forței vântului, pe când ramurile subțiri se îndoiau, cedau acestei forțe și datorită elasticității lor reveneau la forma inițială. De aici s-a cristalizat principiul unei lupte la baza căreia să nu stea forța brută ci elasticitatea.

## Legături externe
- ISTORIA JU-JITSU-LUI